# Schistophallus kobelti
Schistophallus kobelti is een slakkensoort uit de familie van de Oxychilidae. De wetenschappelijke naam van de soort is voor het eerst geldig gepubliceerd in 1910 door Lindholm.